# Anthracycline

7,8,9,10-Tetrahydrotetracen-5,12-dion: Grundgerüst des Aglycons der Anthracycline

Anthracycline oder Anthrazykline sind eine aus Streptomyces-Arten isolierte Stoffgruppe mit antibiotischen und antineoplastischen Wirkungen.
Chemisch handelt es sich um Glycoside mit einem Cyclohexan-anellierten Anthrachinon-Grundgerüst, dem 7,8,9,10-Tetrahydrotetracen-5,12-dion, als Aglycon. Neben weiteren Substituenten besitzen die Anthracycline mehrere Hydroxygruppen. Die glycosidische Bindung mit dem Kohlenhydrat befindet sich in vielen Fällen am D-Ring des Aglycons.
Sie sind verwandt mit den Angucyclinen, diese unterscheiden sich durch den im Winkel (lat.: angulus) am Anthrachinon anellierten Cyclohexan-Ring.
Anthracycline werden als Zytostatika in der Chemotherapie gegen verschiedene Krebsarten eingesetzt. Zu ihnen gehören z. B. Epirubicin, Idarubicin, Doxorubicin, Daunorubicin, Pirarubicin, Zorubicin, Aclarubicin und Caminomycin.

## Geschichte
Das erste Anthracyclin, Daunorubicin, wurde erstmals 1963 gleichzeitig in Italien (durch Farmitalia) und Frankreich (durch Rhône-Poulenc) aus Streptomyces peucetius isoliert. Eine zytotoxische Wirkung gegen Leukämiezellen wurde identifiziert. Doxorubicin wurde 1969 durch Farmitalia aus dem mutierten Stamm Streptomyces peucetius caesius isoliert und besaß eine zytotoxische Wirkung auch gegen solide Tumoren.

## Biologische Bedeutung
Anthracycline wirken unter anderem, indem sie an das Enzym Topoisomerase IIα binden. Topoisomerase IIα ist ein Schlüsselenzym der Zellteilung. Zudem interkalieren Anthracycline in die DNA und verhindern dadurch eine weitere Nukleinsäuresynthese. Ein weiterer Wirkmechanismus ist, dass durch Biotransformation freie Radikale entstehen, die Doppelstrangbrüche der DNA erzeugen können und zu DNA-Addukten führen. Auch lösen sich Histone von der DNA. Weiterhin können Anthracycline zu einer mangelnden Funktion der Mitochondrien führen. Ferner wird durch Bindung der Anthracycline an die Zellmembran deren Permeabilität und Fluidität erhöht, was zu vermehrtem Absterben der betroffenen Zelle führt.
Anthracycline greifen in grundlegende biochemische Reaktionsabläufe ein und beeinträchtigen Stoffwechselprozesse außer in tierischen Zellen auch bei Bakterien. Daraus resultiert eine antibiotische Wirkung. Daunorubicin etwa besitzt eine schwache Aktivität gegen gramnegative Bakterien, die nicht therapeutisch genutzt wird.

## Kardiotoxizität
Wegen des schnellen Wachstums von Krebszellen werden diese durch Anthracycline stärker gestört als gesunde Zellen. Allerdings werden auch gesunde Körperzellen angegriffen, was zu schweren, teilweise irreversiblen Nebenwirkungen wie Störungen des Knochenmarks und vor allem des Herzens führen kann. Es besteht die Gefahr der Kardiomyopathie mit irreversibler Herzinsuffizienz. Diese unerwünschte Wirkung erfolgt durch Hemmung der Topoisomerase IIβ, welche die einzige Topoisomerase in Herzmuskelzellen ist, und durch die Bildung von Radikalen in Herzmuskelzellen. Zur Minderung der Kardiotoxizität wurde der Eisen-Chelator Dexrazoxan entwickelt. Weiterhin mindern liposomale Arzneimittelformulierungen die Nebenwirkung. Eine geringere Infusionsrate führt zu niedrigeren Spitzenkonzentrationen in der linken Herzkammer.
Ein weiteres Problem in der Therapie mit Anthracylinen sind Resistenzen, die ein Tumor entwickeln kann. Ansätze zur strukturellen Veränderung der Anthracycline zur besseren Überwindung der Blut-Hirn-Schranke werden untersucht.